# Żebraczka (Pogórze Rożnowskie)
Żebraczka (502 m) – jedno z wyższych wzniesień Pogórza Rożnowskiego na długim grzbiecie od Jeziora Rożnowskiego na zachodzie po Kąśną Dolną i Bobową na wschodzie.
Północne stoki Żebraczki opadają do doliny Przydonickiego Potoku i są całkowicie porośnięte lasem. Sam szczyt również jest zalesiony, ale stoki południowe są bezleśne i opadają do doliny jednego z dopływów Przydonickiego Potoku. Znajduje się na nich zaraz pod szczytem Żebraczki osiedle Podole-Górowa.
Przez szczyt Żebraczki i grzbietem całego jej pasma prowadzi szlak turystyki pieszej.
Szlak turystyczny
 Bartkowa-Posadowa – Żebraczka – Bukowiec – Falkowa – Bruśnik – Kąśna Dolna – Ciężkowice